# Matilde Rodríguez Larreta
|  | Aquest article tracta sobre una política uruguaiana. Si cerqueu una actriu espanyola, vegeu «Matilde Rodríguez (actriu)». |

Matilde Rodríguez Larreta   (Montevideo, 1941) és una política uruguaiana pertanyent al Partit Nacional.

## Biografia
Casada el 1961 amb el diputat Héctor Gutiérrez Ruiz, van tenir 5 fills: Juan Pablo, Facundo, Magdalena, Marcos i Mateo. És mig-germana de l'autor i director de teatre Antonio Larreta.
El 1976, el seu espòs és assassinat a Buenos Aires, en plena dictadura. Un cop retornada la democràcia a l'Uruguai, Matilde s'oposa a la Llei de Caducitat (Llei 15.848) sancionada a finals de 1986; el 1987, juntament amb Elisa Delle Piane (esposa de Zelmar Michelini) i María Esther Gatti de Islas, presideixen la Comissió Nacional Pro-Referèndum creada per promoure la revocació d'aquesta llei.
En les eleccions de novembre de 1989 va encapçalar la llista a diputats pel Moviment Nacional de Rocha; apareixia en la propaganda televisiva, on acabava amb la proclama «els principis, vostè ho sap: no es negocien»;. Va ser elegida per al període 1990-1995. En les eleccions de 1994 es va postular sense èxit al Senat amb llista pròpia.
El 10 de desembre de 2001 va participar en la cerimònia d'inauguració del Memorial Recordatori dels Detinguts-Desapareguts, al Turó de Montevideo.
El 2004 va acompanyar la candidatura de Jorge Larrañaga.
El 2006 va ser proposada com a candidata a Defensor del Veí de Montevideo.
El 2010 va ser elegida regidora del Municipi CH de Montevideo després de ser candidata a l'alcaldia d'aquest municipi.